# Sam Loeb
Sam Loeb, nacido Joseph Loeb IV (13 de abril de 1988 – 17 de junio de 2005), fue el hijo del escritor de cómics estadounidense Jeph Loeb.
Su trabajo incluye una colaboración con Tim Sale en Tales of the Vampires, y los lineamientos principales de la historia de Superman/Batman #26.

## Sam Loeb y su trabajo en Batman/Superman
El hijo de Jeph Loeb, Sam Loeb, murió en junio de 2005, antes de terminar la historia que estaba escribiendo para Superman/Batman #26. Falleció a la temprana edad de 17 años, luego de una lucha de tres años contra un cáncer óseo que se originó en su pierna y luego se extendió a su mandíbula y finalmente a sus pulmones. Jeph Loeb, junto con otros 25 artistas y profesionales del cómic que conocieron a Sam, trabajaron juntos para completar su trabajo, guionando, pintando o dibujando cada una de las páginas individuales. Marvel Comics permitió que John Cassaday y Joss Whedon trabajaran en el proyecto de Sam a pesar de sus contratos de exclusividad para Marvel. Los 26 contribuyentes donaron sus regalías y derechos sobre el proyecto para la fundación Sam Loeb College Scholarship Fund.
En el capítulo #26 "The Boys Are Back in Town", Superman y Batman envían a Superboy y Robin a visitar a  un adolescente Toyman en Japón debido a que no se había escuchado nada de él por un buen tiempo. El episodio fue lanzado poco tiempo después de la muerte de Superboy en Infinite Crisis #6, y la eulogía de Robin para Superboy funciona a la vez como secuencia de encuadre y meditación para las circunstancias del autor.
Los 26 contribuyentes al episodio fueron:
| - Jim Lee - Joe Casey - John Cassaday - Joyce Chin - Ian Churchill |  | - Allan Heinberg - Geoff Johns - Joe Kelly - Mike Kunkel |  | - Pat Lee - Rob Liefeld - Paul Levitz - Jeph Loeb |  | - Joe Madureira - Jeff Matsuda - Ed McGuinness - Brad Meltzer |  | - Carlos Pacheco - Duncan Rouleau - Tim Sale - Richard Starkings |  | - Michael Turner - Brian K. Vaughan - Mark Verheiden - Joss Whedon |

"Sam's Story", una historia de respaldo escrita por Jeph Loeb diez días después de la muerte de su hijo, describe la amistad de un joven Clark Kent con un muchacho llamado sam que contrae cáncer.  Tim Sale proveyó el arte gráfico para la historia en un estilo con fuertes reminiscencias de la serie limitada Superman For All Seasons.

## Dedicatorias
- El decimoséptimo episodio de Robot Chicken fue dedicado a la memoria de Sam Loeb. A continuación de los créditos finales un cartel anunciaba, "This episode of Robot Chicken was dedicated to the memory of Sam Loeb. A big fan. A great friend. And an inspiration to us all." '(Este episodio de Robot Chicken está dedicado a la memoria de Sam Loeb. Un gran fan. Un gran amigo. Y una inspiración para todos nosotros)'.

- Adult Swim puso un cartel que decía: 'Sam Loeb [1988-2005]'.

- El episodio 89 de Smallville (S05E01), "Arrival" fue dedicado a la memoria de Sam Loeb. A continuación de los créditos finales un cartel anunciaba, "In Memory of SAM LOEB (1988 - 2005) - A True Superboy" '(En memoria de SAM LOEB (1988 - 2005) - Un verdadero Superboy)'.